# 鬼畜眼鏡R
『鬼畜眼鏡R』（きちくめがねあーる）は、Sprayから発売されたボーイズラブ系アダルトゲーム『鬼畜眼鏡』（きちくめがね）のファンディスクである。

## 概要
2009年3月27日に初回限定版、2010年2月5日に通常版がそれぞれ発売された。初回限定版はデジパック仕様で、ゲームCD2枚にサントラCD1枚を加えたCD3枚組。通常版はトールケース仕様で、内容はゲームCD2枚組。
タイトルの「R」には3つの意味があり、登場キャラクターの1人であるMr.Rの「R」、Mr.Rの理想とする世界である「Ruin」、そしてファンの元に『鬼畜眼鏡』が再び帰ってきたことと、主人公である佐伯克哉の元に眼鏡が帰ってきたという意味を兼ねた「Return」である。
主なコンテンツは以下の3つ。
- AVG（アドベンチャーゲーム）
- 鬼畜打（きちくだ）
- デスクトップアクセサリ

### AVG
このファンディスクのメインコンテンツ。『鬼畜眼鏡』本編のベストエンド後の話が、アドベンチャー形式で語られる。シナリオは本編での攻略対象キャラクター全員分、計7本が用意されており、冒頭で誰のシナリオに入るかを選択できる。ファンディスクとはいえ、かなり厳しい内容のバッドエンドも存在し、総エンド数は20に及ぶ。
果実システムも健在で、特定の条件を満たすとCLUB Rにて見る事が可能になる。
時系列としては本編のベストエンド後であり、さらにはドラマCDの後の話になる。また、克哉×御堂ルートにおいてはコミックス版に追加エピソードがあり、これはドラマCDと『鬼畜眼鏡R』の間を埋めるエピソードになっている。この他にも、『鬼畜眼鏡』と『鬼畜眼鏡R』の間には多数のショートストーリーが存在し、これらは『鬼畜眼鏡＋（プラス） -鬼畜眼鏡短編集-』に収録されている。

#### あらすじ
眼鏡克哉ルート プロローグ
恋人と花見に来ていた克哉は、かつて小学校卒業式の日にひどく裏切られ、克哉の人格が変わるきっかけとなった男（澤村）の姿を見て意識を失う。気がついたときにはもう夜で、場所は違う公園、しかもMr.Rと一緒だった。何があったのか思い出せない克哉。Mr.Rは克哉の心の不安定さを指摘し、それを晴らすためにと克哉に眼鏡を差し出す。Mr.Rの眼鏡をかけた克哉は、何者にも揺るがされない爽快感を取り戻す。だがそれは、再びその眼鏡の存在とつきあう日々の始まりにすぎなかった。 
克哉×御堂ルート
一緒に経営コンサルタント会社Acquire Association（アクワイヤ・アソシエーション）を起こした2人は、公私共に順風満帆な日々を送っていた。だが、ある日突然会社に澤村が来訪し、仕事の件で克哉に脅しをかけてくる。克哉は全てのトラブルを自分一人で解決しようとするが、澤村の妨害は執拗だった。その最中、克哉は記憶が突然途切れて、その間の事を思い出せないという体験を繰り返す。御堂は克哉の異変を感じ取り、心配する。
克哉×本多ルート
克哉はMGNのイタリア支社に、本多はイタリアのプロバレーボールチームにそれぞれ所属し、イタリアにて同棲生活を送っていた。今回は一緒に一時帰国を果たした二人。だが克哉は、自分がこのまま日本支社に異動になるという事を本多には告げられずにいた。そんな中、MGNの子会社に買収話が持ち上がり、克哉はその件の担当になるようにと相手先から指名を受ける。その相手こそが澤村だった。澤村との再会は不穏なものに終わる。その直後、本多と克哉は何者かによる人為的な事故に遭う。幸い2人は無事だったが、突然本多が克哉と別れたいと言い出し、克哉もそれを了承する。
克哉×片桐ルート
克哉はキクチからMGNに移籍したが、足しげく片桐の家に通っていた。そんな折、MGNの子会社に買収話が持ち上がり、克哉はその件の担当になるようにと相手先から指名を受けるが、断ってしまう。するとそれを責めるように澤村が現れ、もっと自分の立場をわきまえるようにと警告してくる。ほどなく、片桐がキクチのリストラ対象者になったという情報が入る。片桐は自分を卑下し、克哉の将来の為を思って別れ話を切り出す。克哉はそんな片桐を守るために、思い切った行動に出る。
克哉×秋紀ルート
克哉はMGNに所属。秋紀は克哉の部屋に住み着き、克哉の「飼い猫」としての日々を送っていた。だが、それに満足していたはずの秋紀の態度に変化が訪れる。2人の関係性の変化を素直に認められない克哉は、かつて澤村との間にも2人の関係を縛る「ルール」があったことを思い出す。
ノーマル克哉ルート プロローグ
克哉は桜の舞う公園のベンチで一人、恋人が来るのを待っていた。そこに突然Mr.Rが現れ、克哉に眼鏡を差し出す。必要ないと断る克哉に、Mr.Rは「あなたの大切な人を幸せにしたいと思いませんか？その為にはこの眼鏡の力が要る。」と言って眼鏡を勧める。あくまでも拒絶していた克哉だが、気がつくと胸ポケットの中にはその眼鏡が入っており、Mr.Rの姿は消え失せていた。
御堂×克哉ルート
克哉は御堂の部下としてMGNの商品開発部に所属。2人は同棲し、順調な日々を送っているように見えた。だが克哉は自分の力不足を痛感し、もっと御堂にふさわしい人間になりたいと切望していた。そこにかつての御堂の同僚でありライバルでもあった本城が現れ、2人に一緒に起業しないかと誘いをかけてくる。御堂と本城の間に漂う空気に違和感を覚える克哉だった。
本多×克哉ルート
共にキクチマーケティングに所属する2人だが、克哉は週の半分はMGNで働いていた。今回は、ある合同プロジェクトが詰めの段階を迎えており、2人は大学時代にバレー部のチームメイトだった松浦と再会、一緒に仕事をする事になる。本多に対して激しい嫌悪感を示す松浦。それでも本多は、松浦との間の溝を埋めようと努力する。当初はそれを応援していた克哉だったが、次第に本多と松浦への“もやもやした気持ち”をもてあますようになる。
太一×克哉ルート
太一はアメリカでプロのミュージシャンとして成功し、克哉は太一のバンドが所属する音楽事務所の社長兼マネージャーになっていた。今回、2人はMGNのCMソング作りのために一時帰国する。だが、太一の実家にその事が伝わり、太一は自分達の身に危険が迫っている事を感じ取る。すぐにでもアメリカに逃げ帰ろうとする太一だったが、克哉がそれを制止する。太一は、くれぐれも身辺に気をつけるようにと克哉に念を押す。だがその矢先、克哉は誘拐されてしまう。

### 鬼畜打（きちくだ）
脱衣タイピングゲーム。主人公は眼鏡克哉であり、鬼畜なワードを打ち込んでターゲットキャラを調教＝脱衣させ、真の鬼畜王となる事を目指す。タイピングするたびにターゲットキャラが喘いだり悶えたりする上に、ミスタイプしてしまうと眼鏡克哉に罵られるという状況の中で、プレイヤーは通常なら使用する事もないような過激なワードを打ち込まなくてはならない。入力方法はかな入力とローマ字入力が選択可能。難易度は鬼畜・ノーマル・へたれの3つの段階から選ぶ事ができる。内容は大きくストーリーモードとチャレンジモードに分かれている。
ストーリーモード
Mr.Rの使い魔である鬼畜妖精の案内に従い、ターゲットキャラ全員を連続して脱衣させていくモード。制限時間以内に一定数以上のタイピングを成功させると脱衣成功となる。最初はこのモードしかプレイすることはできず、このモードで調教完了したキャラクターがチャレンジモードで選択可能になる。ターゲットとなるキャラクターは眼鏡克哉を除くメインキャラ全員であり、Mr.Rも含まれる。
チャレンジモード
個人別の脱衣モード。任意のキャラクターを選択し、脱衣タイピングに挑戦する事ができる。課題となるワードは通常白色で表示されるが、その中に赤字で表示される特別なワードがあり、この赤字ワードのタイピングを成功させると脱衣成功となる。このように、チャレンジモードとストーリーモードでは脱衣の条件が異なっている。
この他に、スコアという概念があり、これはタイピングの速さや成功数、タイプミス等の総合的な条件で値が決まる。また、ランクという概念もあり、タイピング成功ワード数によってS、A、B、Cの各ランクが割り振られる。
スコアやランクと、脱衣との間には関係性はなく、どんなに低スコア・低ランクを取っても、赤字ワードのタイピングにさえ成功すれば脱衣させる事は可能である。

### デスクトップアクセサリ
デスクトップマスコット、スクリーンセーバー、壁紙集のセット。